# 什罗普郡少年
什罗普郡少年（A Shropshire Lad）是英国诗人阿尔弗雷德·爱德华·豪斯曼1896年出版的一部诗集，包含63首诗。它起初销量不佳，但不到十年后就迅速出名，开始被谱成音乐流传于后世。

## 历史

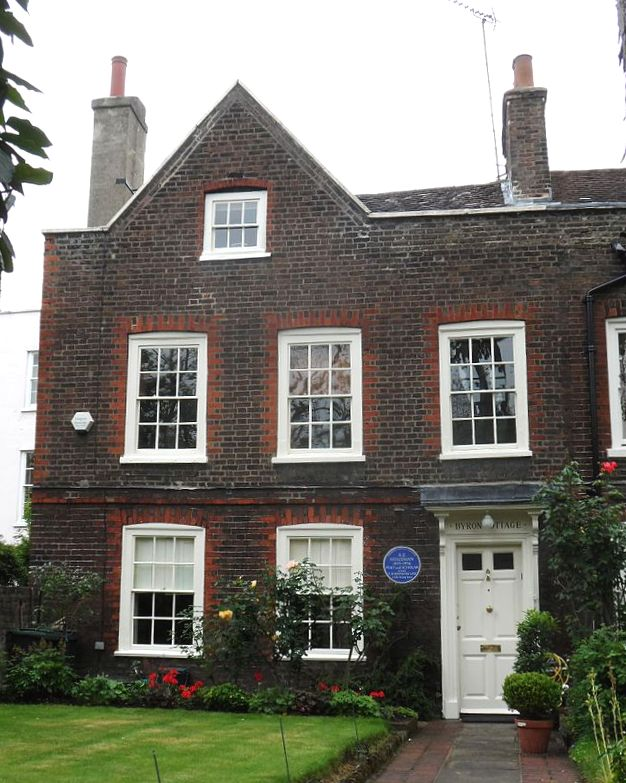
海格特的拜伦小屋，豪斯曼写下这部作品的地方

据说这本书最开始的名字是《The Poems of Terence Hearsay》，但作者在大英博物馆的一位同事的建议下将书名改为现名。但也有人认为其实名字从来就没改过。
起初这本书销量不好。最初印刷了500本，其中约160本售往美国，直到1898年才卖完。第二次布尔战争期间，其销量增加。第一次世界大战期间，许多年轻人带着它走上战场。最初他不收版税，以压低价格促进销量。1911年，其年平均销量为13,500册，到其发行50周年时，在英国和美国这部作品已经有近百个版本。

## 评价
豪斯曼的目标群体是年轻男性。威斯坦·休·奥登等许多作家受其影响。据乔治·奥威尔回忆，他伊顿公学的同学“常常在一种狂喜中一遍又一遍地给自己背诵这些诗歌”。
虽然标题是《什罗普郡少年》，但其实据作者本人所说：“我出生在伍斯特郡，而不是什罗普郡，我从未在那里呆过太多时间”。他说：“我对什罗普郡有一种感伤，因为它的山就在我们西方的地平线上。”所以作品中出现的一些地名位置与现实并不相符。